# Gilbert Walker
Sir Gilbert Thomas Walker (* 14. Juni 1868 in Rochdale, Lancashire; † 4. November 1958 in Coulsdon in Surrey) war ein britischer Physiker und Meteorologe.

## Leben und Wirken
Walker war der Sohn eines Bauingenieurs und besuchte ab 1881 mit einem Stipendium die St. Pauls School in London. Er zeichnete sich dort in Mathematik aus und erhielt für einen von ihm gebauten Kreisel einen Preis. 1886 studierte er mit einem Stipendium am Trinity College in Cambridge Mathematik. In den Tripos-Prüfungen 1889 war er Senior Wrangler (Erster) und wurde 1891 Fellow des Trinity College. Er erlitt aber 1890 auch wegen Überarbeitung einen Zusammenbruch und erholte sich deshalb über mehrere Jahre im Winter in der Schweiz, wo er eine Passion für das Skifahren und Bergsteigen entwickelte. 1895 wurde er in Cambridge Lecturer in Mathematik. 1899 gewann er mit Joseph Larmor den angesehenen Smith Prize für eine Arbeit über Elektrodynamik.
1901 ging er nach Indien, um als Assistent des Leiters Sir John Eliot für den meteorologischen Dienst zu arbeiten, nach dessen Emeritierung 1903 übernahm er selbst die Leitung. 1904 wurde Walker Fellow der Royal Society und erhielt im selben Jahr einen D.Sc. der Universität Cambridge. 1924 trat er als Leiter des meteorologischen Dienstes in Indien zurück und wurde Professor für Meteorologie am 
Imperial College London. Seit 1905 war er Fellow der Royal Meteorological Society und 1926 und 1927 deren Präsident. 1934 ging er in den Ruhestand und zog nach Cambridge.
1934 erhielt er die Symons Gold Medal der Royal Meteorological Society und war von 1935 bis 1941 Herausgeber des Quarterly Journal of the Royal Meteorological Society.
Seit einem Aufenthalt in Australien Ende der 1880er Jahre war er an Boomerangs interessiert, in Cambridge deshalb auch als „Boomerang Walker“ bekannt, und veröffentlichte 1897 einen Aufsatz über deren Mechanik. Über die mathematischen Aspekte von Spiel und Sport, zum Beispiel bei Boomerangs, Golf, Fahrrädern und Billard, für die er in Cambridge als Experte galt, schrieb er 1900 einen Artikel in der Enzyklopädie der mathematischen Wissenschaften. Er schrieb auch Aufsätze über die Mechanik des Vogelflugs und war Experte für die Akustik der Flöte, die er auch selbst spielte.
Als Meteorologe stellte er statistische Untersuchungen über die den Beginn des Monsuns an und stellte auch Verbindungen zu den Zeiten der Nilfluten her. Dies war für die Landwirtschaft in Indien von eminenter Wichtigkeit; der Ausfall des Monsuns 1899 führte zum Beispiel zu einer schweren Hungersnot. Seine statistischen Untersuchungen waren zwar in der Vorhersage des Monsuns nicht sehr erfolgreich, beförderten aber die meteorologische Forschung. Nach der Analyse riesiger Wetterdatenmengen aus Indien und weiteren Ländern über 15 Jahre veröffentlichte er die erste Erklärung der Oszillationen des Luftdruckes und seine Korrelation mit der Temperatur und den Regenmengen in den tropischen Gebieten der Erde. Walker beschrieb auch das El Nino Phänomen und stieß im Zusammenhang damit auf die nach ihm benannte Walker-Zirkulation, eine zonale Windzirkulation auf Höhe des Äquators, die sich bei El-Niño-Ereignissen umkehrt.
Nach ihm und George Udny Yule sind die Yule-Walker-Gleichungen benannt.
Er war seit 1908 verheiratet und hatte einen Sohn und eine Tochter.